# Pseudoanthidium eximium
Pseudoanthidium eximium är en biart som först beskrevs av Giraud 1863.  Pseudoanthidium eximium ingår i släktet Pseudoanthidium och familjen buksamlarbin. Inga underarter finns listade i Catalogue of Life.